# Albius Tibullus
Albius Tibullus is een Romeins elegisch dichter uit de 2e helft van de eerste eeuw v.Chr. Hij is de auteur van twee boeken elegieën en behoort tot de elegiaci. Onder zijn naam is de elegieënbundel Corpus Tibullianum uitgebracht. Deze bundel bevat onder andere gedichten van Tibullus zelf en Sulpicia.

## Biografie
Over Tibullus, een tijdgenoot van Propertius, is niet veel met zekerheid te zeggen, zo wordt er door verschillende bronnen vermeld dat hij tussen 55 en 50 v. Chr of tussen 49 en 54 v. Chr zou zijn geboren. Ook bestaat er een twistpunt betreffende zijn geboorteplaats, Gabii of Pedum in Latium. Het is met weinig zekerheid te zeggen omdat hij zelf nooit iets heeft geschreven hierover. Wel is bekend dat hij later een landgoed bezat in Pedum. Over de wijze hoe hij dit landgoed heeft verkregen is ook weinig bekend. Wat men wel weet is dat hij van de Romeinse ridderstand afstamde, een aannemelijke theorie zou dus kunnen zijn dat het landgoed familie eigendom was. Daarnaast bestaan er ook theorieën dat dit landgoed hem geschonken is door zijn beschermheer Messalla. De akkerverdelingen van 41 v. Chr hebben het bezit van Tibullus echter wel aangetast. Hij bezat evenwel ook naderhand nog een landgoed in de buurt van zijn geboorteplaats, zodat een getuigenis uit zijn werk dat hij weinig bemiddeld zou zijn eerder als een literaire fictie of een dichterlijke overdrijving op te vatten is. 
Tibullus behoorde tot de literaire kring van Valerius Messala Corvinus, die hij onder meer bij diens veldtocht in Aquitanië vergezelde samen met Vergilius en Horatius. Gezien de tijd was dit enigszins eigenaardig, Augustus was namelijk keizer en de meeste dichters behoorden tot de kring van zijn vertrouweling, Maecenas. Tibullus vertelt over deze expeditie in zijn 1e boek in elegie 7. Hij vertelt over een grootste overwinning voor Messala. In de kring van Messalla is Tibullus zeker de meest toonaangevende dichter geweest, want werk van andere leden van de kring is ten onrechte op zijn naam terechtgekomen, in het zogenaamde Corpus Tibullianum.
Tibullus is niet oud geworden: hij overleed vlak na Vergilius, die stierf in september, 19 v. Chr. Dit betekent dat Tibullus evenwel in hetzelfde jaar is gestorven of in de beginmaanden van 18 v. Chr. Hij is gestorven in Corcyra nadat hij hier werd achtergelaten om van zijn ziekte te genezen. Horatius noemde hem toen erg teruggetrokken en melancholisch.

## DeElegieën
In het eerste boek van Tibullus' elegieën is zijn geliefde Delia, de Griekse vertaling van haar eigenlijke naam Plania, de centrale figuur. Het is niet duidelijk of Delia getrouwd of vrijgezel is. Volgens Tibullus is ze dan weer in een relatie en dan weer niet. De algemene theorie houdt in dat de vriend of man van Delia soldaat is en dat hij weg is op een veldtocht. Tibullus maakt hiervan gebruik en krijgt een relatie met Delia. Deze relatie houdt stand, als de oorspronkelijke man van Delia weer terug is van zijn veldtocht. Uiteindelijk komt Tibullus erachter dat Delia, naast hemzelf, nog andere minnaars heeft. Uiteindelijk gaat hij bij haar weg en klaagt haar zelfs aan.
In het tweede boek is het Nemesis, mogelijk dezelfde persoon als de Glycera uit een Ode (Carmina I, 33) van Horatius.Nemesis is van een hogere klasse dan Delia, maar houdt er, net als haar, meerdere relaties op na. Tibullus blijft, ondanks haar roofzucht en hardvochtigheid, de rest van zijn korte leven van Nemesis houden.
De overwegend liefdeselegieën worden door enkele andere thema's afgewisseld, bijvoorbeeld een feestlied ter ere van Messalinus, zoon van Messala, een beschrijving van een lentewijding, en een verjaardagsgedicht. In de elegie I, 10 zingt Tibullus zijn afgrijzen uit over de oorlog, terwijl hij het landleven in lyrische bewoordingen verheerlijkt. In zijn gedichten is Tibullus subtiel en trouw richting de vrouwen, eigenschappen die vrij zeldzaam waren in de klassieke oudheid.

## Stijl en karakter
Tibullus schrijft helder, eenvoudig, melodieus en maakt veel gebruik van herhalingsfiguren. Zijn poëtische zeggingskracht ontleent hij aan een licht melancholische toon en de oproeping van een idyllische sfeer. De compositie van zijn gedichten is niet strak. Tibullus probeerde een goed lopend gedicht te maken en als dat ervoor zorgde dat het metrum niet klopte, nam hij dat voor lief. Véél minder dan Propertius streefde Tibullus ernaar mythologische geleerdheid in zijn composities te verwerken. Wel ontleende Tibullus veel aan Alexandrijnse gedichten.
Zijn verzen verraden de zachtheid van zijn karakter. Tibullus verfoeit oorlog, geweld en strijd en deze dingen gecombineerd geven een motief dat bij deze zachte, introverte persoonlijkheid past: de angst voor de dood.

## Het Corpus Tibullianum
In het Corpus Tibullianum zijn ook enkele andere gedichten opgenomen. 
 De eerste zes elegieën van het 3e boek zijn van de hand van een zekere Lygdamus, hoogstwaarschijnlijk een pseudoniem. In Tibulliaans getinte taal wordt er diens ongelukkige liefdesleven met ene Neaera beschreven. 
 Een elegieënreeks in het 4e boek, die de liefde van Messala's nicht Sulpicia tot Cerinthus bezingt, bestaat uit twee gedeelten: de 2e tot en met de 7e zijn waarschijnlijk van Tibullus zelf, de achtste tot en met de 12e zijn waarschijnlijk van Sulpicia zelf. Het werk van Sulpicia is het enige, bewaarde, dichterlijke werk van een vrouw, op een paar losse papyrussnippers na, in de Latijnse literatuur.

## In Nederlandse vertaling
- 1949 Tibullus, Liefdedichten. Elegieën. Vertaald, ingeleid en toegelicht door Aloïs Gerlo. De Nederlandsche Boekhandel, Antwerpen. xii+100 p.
- 1994 Tibullus, Elegieën, en de andere gedichten uit het Corpus Tibullianum. Vertaald, ingeleid en van aantekeningen voorzien door John Nagelkerken. Ambo, Baarn. 137 p. ISBN 9789063035631
- 2022 Tibullus Mijn liefste is op het land. Gedichten. Vertaald door Mieke de Vos. Uitgeverij Van Oorschot, Amsterdam. 96 p. ISBN 978-90-282-2119-2